# Bemidji
Bemidji és una població dels Estats Units a l'estat de Minnesota. Segons el cens del 2007 tenia 13.419 habitants.

## Demografia
Segons el cens del 2000, Bemidji tenia 11.917 habitants, 4.669 habitatges, i 2.427 famílies. La densitat de població era de 390,6 habitants per km².
Dels 4.669 habitatges en un 25,9% hi vivien nens de menys de 18 anys, en un 34% hi vivien parelles casades, en un 14,7% dones solteres, i en un 48% no eren unitats familiars. En el 35,9% dels habitatges hi vivien persones soles el 15% de les quals corresponia a persones de 65 anys o més que vivien soles. El nombre mitjà de persones vivint en cada habitatge era de 2,22 i el nombre mitjà de persones que vivien en cada família era de 2,87.
Per edats la població es repartia de la següent manera: un 21,2% tenia menys de 18 anys, un 24,9% entre 18 i 24, un 23% entre 25 i 44, un 15,4% de 45 a 60 i un 15,6% 65 anys o més.
L'edat mediana era de 28 anys. Per cada 100 dones de 18 o més anys hi havia 83 homes.
La renda mediana per habitatge era de 28.072 $ i la renda mediana per família de 37.250 $. Els homes tenien una renda mediana de 28.312 $ mentre que les dones 20.694 $. La renda per capita de la població era de 15.264 $. Entorn del 13,2% de les famílies i el 19,2% de la població estaven per davall del llindar de pobresa.

## Poblacions properes
El següent diagrama mostra les poblacions més properes.